# WASP-18
WASP-18 è una stella della costellazione della Fenice, visibile dall'emisfero australe e che si trova a circa 326 anni luce di distanza dal Sole. Ha una massa 1,25 volte quella della nostra stella e appartiene alla classe spettrale F6, e viene classificata come di classe intermedia tra una subgigante bianco-gialla e una stella bianco-gialla di sequenza principale.

## Sistema planetario
Nel 2009 il progetto superWASP ha annunciato di aver scoperto un gioviano caldo in orbita attorno alla stella. Il pianeta è stato catalogato con il nome WASP-18 b
| Pianeta | Tipo            | Massa  | Periodo orb.      | Sem. maggiore | Eccentricità | Scoperta |
| ------- | --------------- | ------ | ----------------- | ------------- | ------------ | -------- |
| b       | Gigante gassoso | ~10 MJ | 0,94145299 giorni | 0.02047 UA    | 0,0088       | 2009     |